# Ectogoniella pangraptalis
Ectogoniella pangraptalis är en fjärilsart som beskrevs av Embrik Strand 1920. Ectogoniella pangraptalis ingår i släktet Ectogoniella och familjen nattflyn. Inga underarter finns listade i Catalogue of Life.